# Knight Island (Alaska)
Knight Island è situata nel golfo dell'Alaska (USA) a sud-ovest della città di Valdez e Cordova. L'isola si trova per la maggior parte all'interno del parco nazionale Chugach (Chugach National Forest); parti del territorio sono di proprietà delle corporazioni indigene della Chugach Alaska Corporation e della Chenega Corporation. Amministrativamente l'isola appartiene alla Census Area di Valdez-Cordova dell'Unorganized Borough, in Alaska, ed è disabitata.
L'isola ha una superficie di 277,166 km² e la sua altezza massima è di 531 m. È molto frastagliata e tutto il suo perimetro consiste in un susseguirsi di baie. È situata nella parte occidentale dello stretto di Prince William (Prince William Sound) tra la penisola di Kenai e Montague Island ed è circondata da molte altre isole. A nord-ovest si trova Esther Island.

## Storia
Con il nome Knight l'isola appare sulla carta del capitano George Vancouver; senza dubbio nominata in onore di Sir John Knight della Royal Navy. Un'altra Knight's Island probabilmente dedicata sempre a Sir John Knight si trova a circa 460 km in direzione est nella baia di Yakutat (59°43′11″N 139°33′45″E).
La fuoriuscita di petrolio della Exxon Valdez nel 1989 fu causa di inquinamento e disastro ambientale sulle coste della parte orientale e nord-occidentale dell'isola.